# Sakvinavir
Sakvinavir je protiretrovirusna učinkovina iz skupine zaviralcev proteaz, ki se v kombinaciji z zaviralci reverzne transkriptaze uporablja za zdravljenje okužbe virusom HIV.
Na tržišču sta bili dve farmacevtski obliki z učinkovino sakvinavir:
- trde gelaste kapsule sakvinavirjevega mezilata pod tržnim imenom Invirase, ki vsebuje tudi učinkovino ritonavir – slednja poveča biološko razpoložljivost sekvinavirja;

- mehke gelaste kapsule pod tržnim imenom Fortovase.

Obe obliki se načeloma uporabljata kot sestaviti visokoaktivne protiretrovirusne terapije (HAART).

## Zgodovina
Sakvinavir je bil prvi proteazni zaviralec in šestnajsto protiretrovirusno zdravilo zapored, ki ga je FDA odobrila za ameriško tržišče. Dovoljenje za promet je FDA za Invirase izdala 6. decembra 1996. Trde gelaste kapsule Invirase so sicer izkazovale slabo biološko razpoložljivost, zdravilo pa je hitro povzročilo odpornost virusa pri številnih bolnikih.
Za obliko Fortovase je FDA izdala dovoljenje 7. novembra 1997 in reformulacija v obliki mehkih gelastih kapsul je omogočila boljšo biološko razpoložljivost.
Farmacevtsko podjetje Roche, imetnik dovoljenja za promet, je v maju 2005 objavilo, da bo Fortovase umaknilo iz tržišča v začetku leta 2006 zaradi prednostne uporabe zdravila Invirase, ki vsebuje farmakokinetični ojačevalec ritonavir. Zdravilo Fortovase je bilo na pobudo imetnika dovoljenja za promet umaknjeno iz prometa; dovoljenje za promet je v EU prenehalo 27. 6. 2006.

## Mehanizem delovanja
Sakvinavir je proteazni zaviralec in zavira delovanje encimov, imenovanih proteaze, ki cepijo beljakovinske molekule v manjše enote. Proteaza HIV ima bistveno vlogo tako pri virusnem podvojevanju znotraj celice kot pri sproščanju zrelih virusnih delcev iz okuženih celic. Sakvinavir zavira proteazo HIV-1 in proteazo HIV-2.

## Neželeni učinki
Najpogostejši neželeni učinki pri obeh formulacijah zdravila so blage prebavne motnje, vključno z drisko, siljenjem na bruhanje, mehkim blatom in neprijetnim občutkom v trebuhu. Invirase izraža boljše prenašanje kot Fortevase.